# Liên ngành
Liên ngành hay nghiên cứu liên ngành là khái niệm liên quan đến việc kết hợp hai hay nhiều ngành hay lĩnh vực thành một hoạt động (ví dụ như dự án nghiên cứu, dự án giáo dục, dự án xây dựng, dự án thẩm định).
Thuật ngữ liên ngành thường được sử dụng trong giáo dục và đào tạo, khi kết hợp nhiều ngành học với nhau để tạo ra ngành đào tạo mới. Ví dụ, ngành Quản lý Hệ thống Thông tin của Học viện Ngân hàng là liên ngành giữa công nghệ thông tin và quản trị kinh doanh.